# Pierre Laromiguière

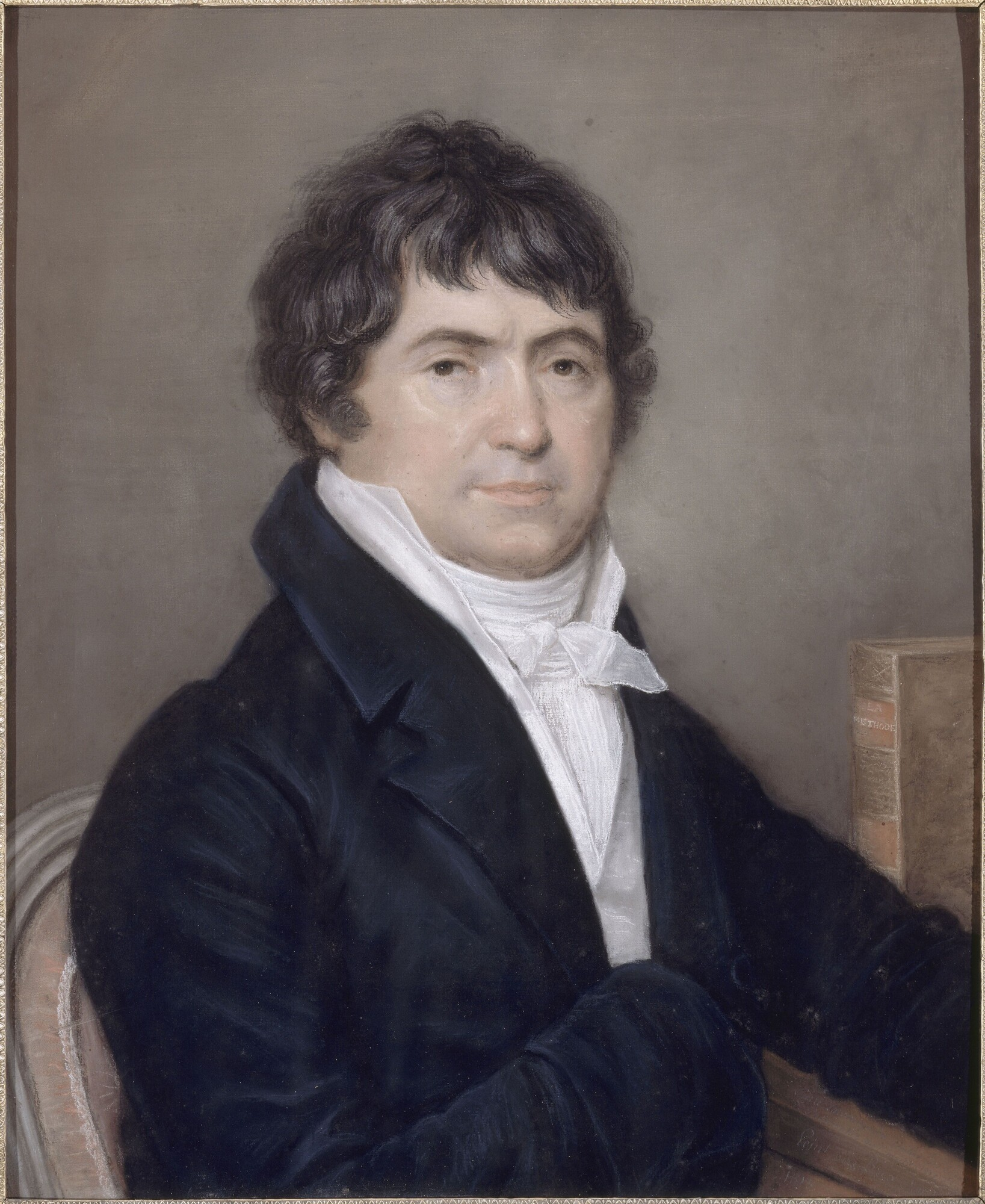
Pierre Laromiguière

Pierre Laromiguière (1756–1837) – francuski filozof. Przedstawiciel tzw. szkoły ideologów oraz zwolennik szkockiej filozofii zdrowego rozsądku. Członek Akademii Nauk Moralnych i Politycznych (fr. Académie des sciences morales et politiques).
Laromiguière wywarł istotny wpływ na recepcję i popularyzację filozofii szkoły szkockiej we Francji. Po rewolucji lipcowej we Francji w 1830 r., wspólnie z Victorem Cousinem i Théodorem Jouffroy'em opracował nowy program nauczania w szkołach średnich, oparty na filozofii szkoły szkockiej. W wyniku tego, jak podaje W. Tatarkiewicz: od 1832 r. stała się ona na lat przynajmniej dwadzieścia oficjalną filozofią Francji.

## Ważniejsze dzieła
- Projet d’éléments de métaphysique (1793)
- Les Paradoxes de Condillac (1805)
- Leçons de philosophie (1815–1818)